# 자파르 굴리예프
자파르 사파로비치 굴리예프(러시아어: Зафа́р Сафа́рович Гули́ев) 또는 재패르 새패르 오글루 굴리예프(아제르바이잔어: Zəfər Səfər oğlu Quliyev, 러시아어: Зафа́р Сафа́р оглы Гули́ев 자파르 사파르 오글리 굴리예프[*], 1972년 6월 17일~)는 러시아의 레슬링 선수, 지도자이다. 1996년 하계 올림픽 남자 그레코로만형 라이트플라이급 동메달을 획득했으며 세계 선수권 대회에서 은메달 1개, 동메달 1개, 유럽 선수권 대회에서 금메달 3개, 은메달 1개, 동메달 1개를 획득했다.